# Torben Bjerregaard Larsen
Torben Bjerregaard Larsen (født 6. februar 1959) er en dansk overlæge og tidligere klinisk professor ved Klinisk Institut hos Aalborg Universitet. Han har indtil oktober 2023 været centerleder for Enhed for Trombose og Lægemiddelforskning (ETL) ved Aalborg Universitetshospital. Han er fra oktober 2023 ansat som overlæge og professor ved Forsknings støtte enheden, Sygehus Lillebælt, Syddansk Universitetshospital.

## Uddannelse
Torben Bjerregaard Larsen færdiggjorde sin kandidatuddannelse i medicin (cand.med.) i 1993 ved Aarhus Universitet. Han blev speciallæge i klinisk biokemi i 1999, og i 2000 blev han tildelt sin ph.d., også fra Aarhus Universitet.

## Karriere og forskning
Torben Bjerregaard Larsen er overlæge og professor ved Syddansk Universitetshospital tidligere overlæge ved Kardiologisk Afdeling og Trombosecenter Aalborg, hvilket er en del af Aalborg Universitetshospital. Han blev i 2012 centerleder for Enhed for Trombose og Lægemiddelforskning (ETL), hvilket var et forskningscenter med fokus på trombose og vaskulære sygdomme samt udviklingen af nye diagnostiske og terapeutiske redskaber. ETL fokuserede derudover også på lægemiddelsikkerhed og forskning indenfor epidemiologi og statistik forbundet med kardiovaskulær forskning.
Som en del af sin forskning har han dertil fået tildelt store bevillinger, hvoraf Det Obelske Familiefond har været en stor bidragsyder.
Han blev i 2014 udnævnt til Fellow of the European Society of Cardiology (FESC), hvilket er en ærestitel, der uddeles til individer, der har ydet et væsentligt bidrag til kardiologi. 

## Publikationer
Torben Bjerregaard Larsen har 260+ artikler i peer review-tidsskrifter. Hans værker er citerede mere end 10.000+ gange, og han har et h-indeks på 62 ifølge Google Scholar.
Udvalgte publikationer
- Fangel, M. V., Nielsen, P. B., Kristensen, J. K., Larsen, T. B., Overvad, T. F., Lip, G. YH., & Jensen, M. B. (2020). Albuminuria and Risk of Cardiovascular Events and Mortality in a General Population of Patients with Type 2 Diabetes without Cardiovascular Disease: A Danish Cohort Study. The American Journal of Medicine, 133(6), e269-e279. https://doi.org/10.1016/j.amjmed.2019.10.042.
- Rolving, N., Brocki, B. C., Bloch-Nielsen, J. R., Larsen, T. B., Jensen, F. L., Mikkelsen, H. R., Ravn, P., & Frost, L. (2020). Effect of a Physiotherapist-Guided Home-Based Exercise Intervention on Physical Capacity and Patient-Reported Outcomes Among Patients With Acute Pulmonary Embolism: A Randomized Clinical Trial. JAMA Network Open, 3(2), 1-12. [e200064]. https://doi.org/10.1001/jamanetworkopen.2020.0064.
- Lip, G. Y. H., Skjøth, F., Nielsen, P. B., & Larsen, T. B. (2020). Evaluation of the C2HEST Risk Score as a Possible Opportunistic Screening Tool for Incident Atrial Fibrillation in a Healthy Population (From a Nationwide Danish Cohort Study). The American Journal of Cardiology, 125(1), 48-54. https://doi.org/10.1016/j.amjcard.2019.09.034.
- Albertsen, I. E., Piazza, G., Søgaard, M., Nielsen, P. B., & Larsen, T. B. (2020). Extended oral anticoagulation after incident venous thromboembolism - a paradigm shift? Expert Review of Cardiovascular Therapy, 18(4), 201-208. https://doi.org/10.1080/14779072.2020.1755260.
- Björkman, H., & Larsen, T. B. (2019). Anæmi, hæmostase og antikoagulation. I D. Brun Petersen, T. Callesen, T. Bjerregaard Larsen, & C. Backer Mogensen (red.), Den akutte patient (4. udg., s. 199-215). Munksgaard.

## Referenceliste
1. ↑  "Arkiveret kopi". Arkiveret fra originalen 5. marts 2021. Hentet 28. august 2020.
2. ↑  https://aalborguh.rn.dk/forskning/forskningsomraader/forskningscentre/enhed-for-trombose-og-laegemiddelforskning#:~:text=Enhed%20for%20Trombose%20og%20L%C3%A6gemiddelforskning%20har%20til%20form%C3%A5l%20at%20studere,%2C%20behandling%2C%20pleje%20og%20rehabilitering Arkiveret 5. marts 2021 hos  Wayback Machine.
3. ↑  Aalborg får ny professor i trombose og lægemiddelovervågning - Dagens Medicin
4. 1 2  "Arkiveret kopi". Arkiveret fra originalen 5. marts 2021. Hentet 28. august 2020.
5. ↑  Torben Bjerregaard Larsen ny professor i trombose og lægemiddelovervågning
6. ↑  "Arkiveret kopi". Arkiveret fra originalen 5. marts 2021. Hentet 28. august 2020.
7. ↑  Torben Larsen - Google Scholar
8. ↑  https://www.amjmed.com/article/S0002-9343(19)31094-0/fulltext
9. ↑  https://jamanetwork.com/journals/jamanetworkopen/fullarticle/2762016
10. ↑  https://www.ajconline.org/article/S0002-9149(19)31103-8/fulltext
11. ↑  https://www.tandfonline.com/doi/full/10.1080/14779072.2020.1755260
12. ↑  Den akutte patient